# Fontenet
Fontenet é uma comuna francesa na região administrativa da Nova Aquitânia, no departamento de Charente-Maritime. Estende-se por uma área de 10,27 km². Em 2010 a comuna tinha 403 habitantes (densidade: 39,2 hab./km²).